# Joseph Spillmann

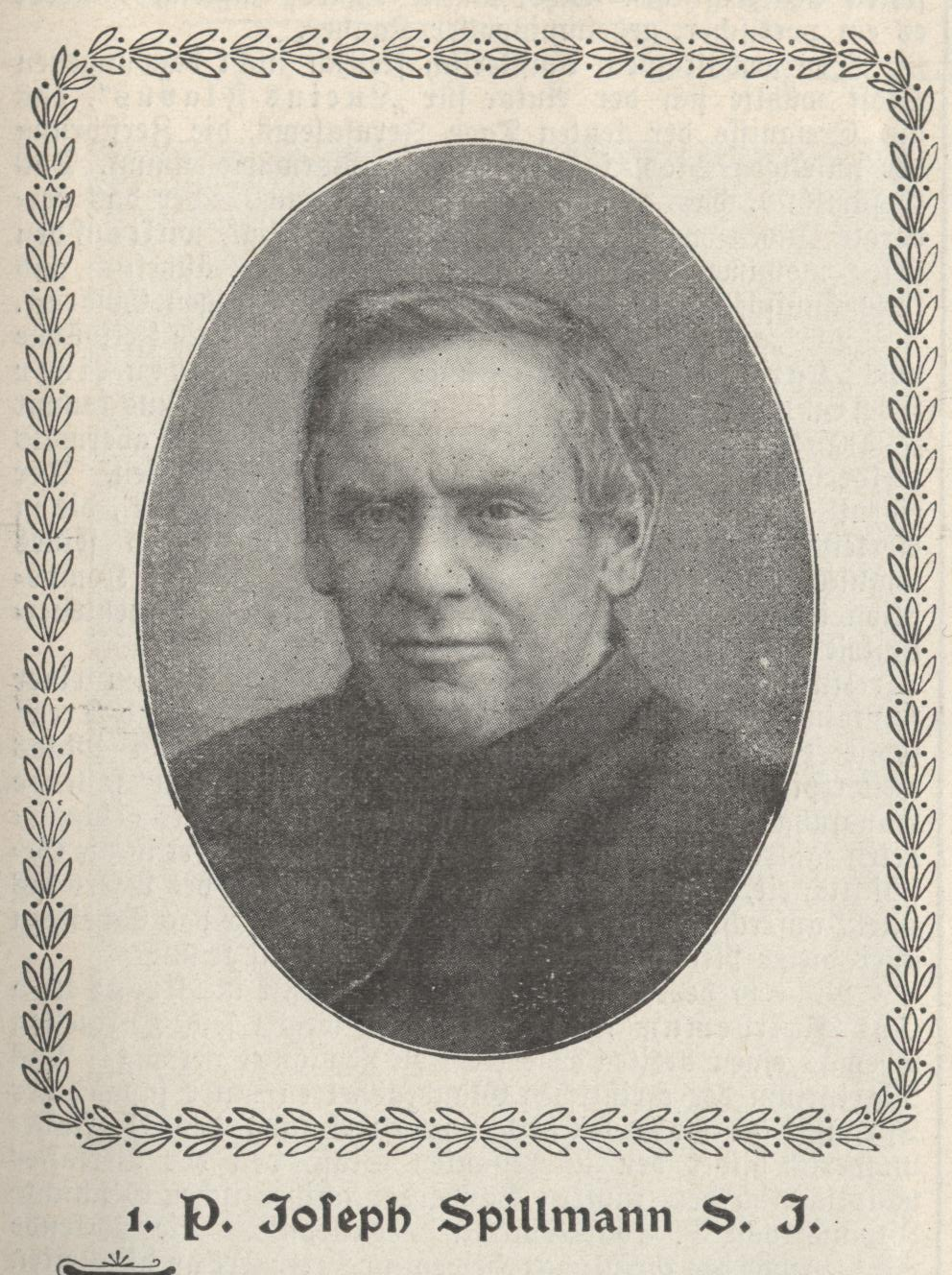
Pater Joseph Spillmann, vom Nachruf, «Stadt Gottes», Jahrgang 1906, Seite 255

Joseph Spillmann (* 22. April 1842 in Zug; † 23. Februar 1905 in Luxemburg) war ein Schweizer Schriftsteller und Jesuit.

## Leben und Wirken
Joseph Spillmann war der Sohn eines Gerbermeisters und Mühlenbesitzers. Er wuchs in Zug auf und besuchte dort das Gymnasium. Nach dem Tode des Vaters führte er 15-jährig dessen Gewerbe weiter. 1858 starb die Mutter und der Junge nahm, auch aufgrund gesundheitlicher Probleme, am Jesuitenkolleg in Feldkirch seine Gymnasialstudien wieder auf.
1862 trat Joseph Spillmann zu Gorheim in das Noviziat des Jesuitenordens ein. Anschliessend kam er in die Ordensniederlassungen nach Münster und nach Maria Laach. 1870 nahm er als freiwilliger Krankenpfleger am Deutsch-Französischen Krieg teil und kehrte im Januar 1871 schwer krank zurück. Spillmann wurde 1872 mit der deutschen Kriegsdenkmünze für Nicht-Kombattanten ausgezeichnet und erhielt noch im gleichen Jahr sein Ausweisungsdekret, da man im Rahmen des Kulturkampfes den Jesuitenorden kraft des Jesuitengesetzes in Deutschland verbot. Deshalb ging der junge Frater nach England und vollendete in Ditton Hall bei Liverpool seine Studien. 1874 empfing er in Wales die Priesterweihe.
Dann arbeitete der Geistliche schriftstellerisch in Tervuren (Belgien), verlebte die Zeit von 1876 bis 1878 erneut in England und kehrte wieder nach Belgien zurück. In Tervuren wirkte er als Redakteur der Jesuitenzeitschriften Der Hausfreund, Die katholischen Missionen und Stimmen aus Maria Laach. Im Hausfreund veröffentlichte er zahlreiche Geschichten und von 1880 bis 1890 war er als Herausgeber der Katholischen Missionen tätig. Dort verfasste er insbesondere auch selbst Artikel in den zugehörigen Beilagen für die Jugend. Seine Kurzgeschichten wurden später auch in Buchform herausgegeben, ausserdem schrieb er mehrere Romane, hauptsächlich zu kirchen- bzw. missionsgeschichtlichen Ereignissen und eine sehr fundierte, 5-bändige Geschichte der Katholikenverfolgung in England unter den Tudors und Stuarts. Seine Werke wurden in mehrere Sprachen übersetzt.
Joseph Spillmann siedelte mit den Zeitschriftenredaktionen von Tervuren nach Blyenbeck, dann nach Exaten bei Roermond und schliesslich nach Luxemburg über. Dort starb er 1905 nach «kurzem Krankenlager», wie der Nachruf festhält.
Er gehörte zu den bekanntesten katholischen Schriftstellern seiner Epoche.

## Werke
- Lucius Flavus
- Der schwarze Schuhmacher
- Die Brüder Yang und die Boxer
- Liebet euere Feinde
- Das Kreuz über Japan

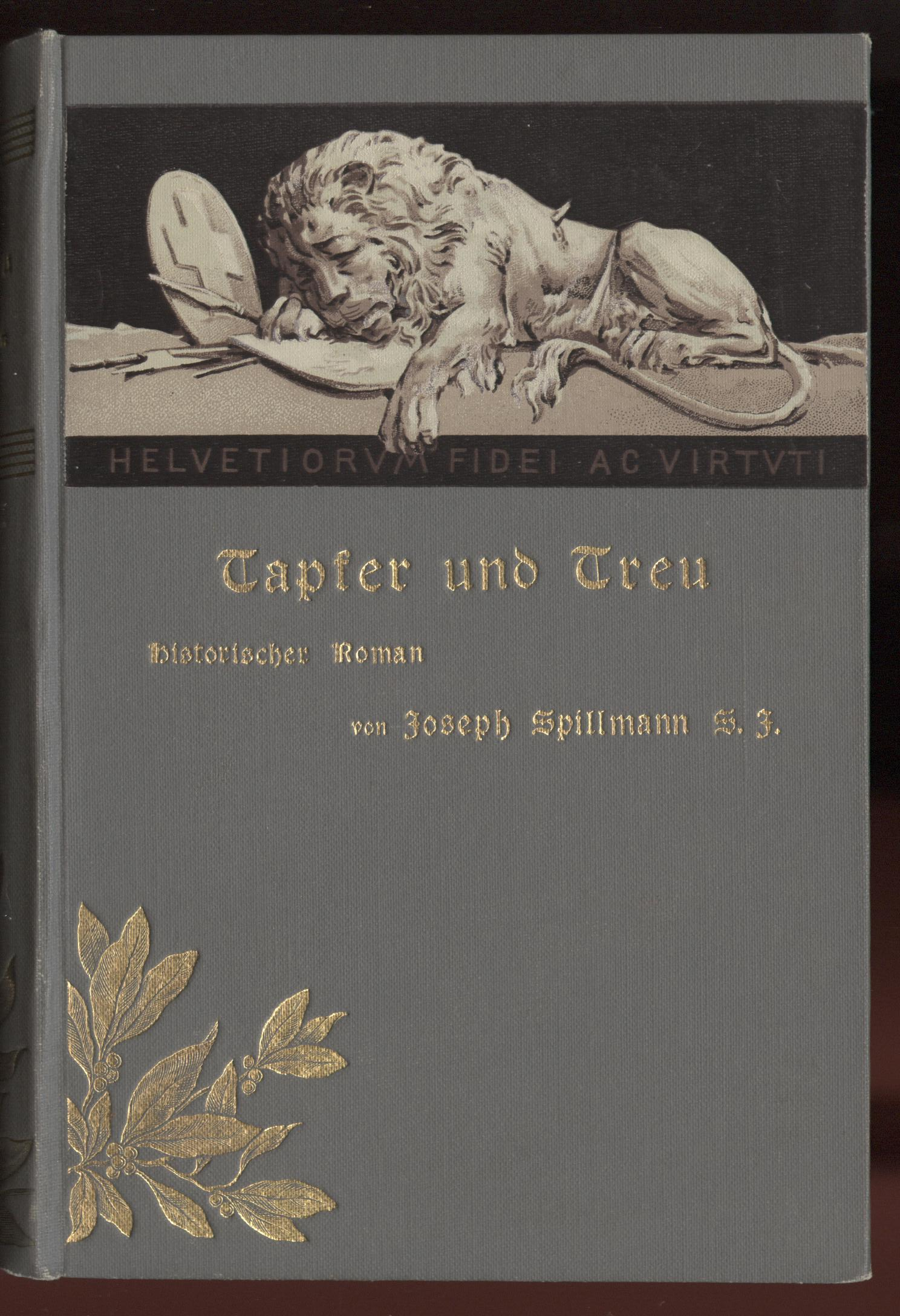
Bucheinband 1897

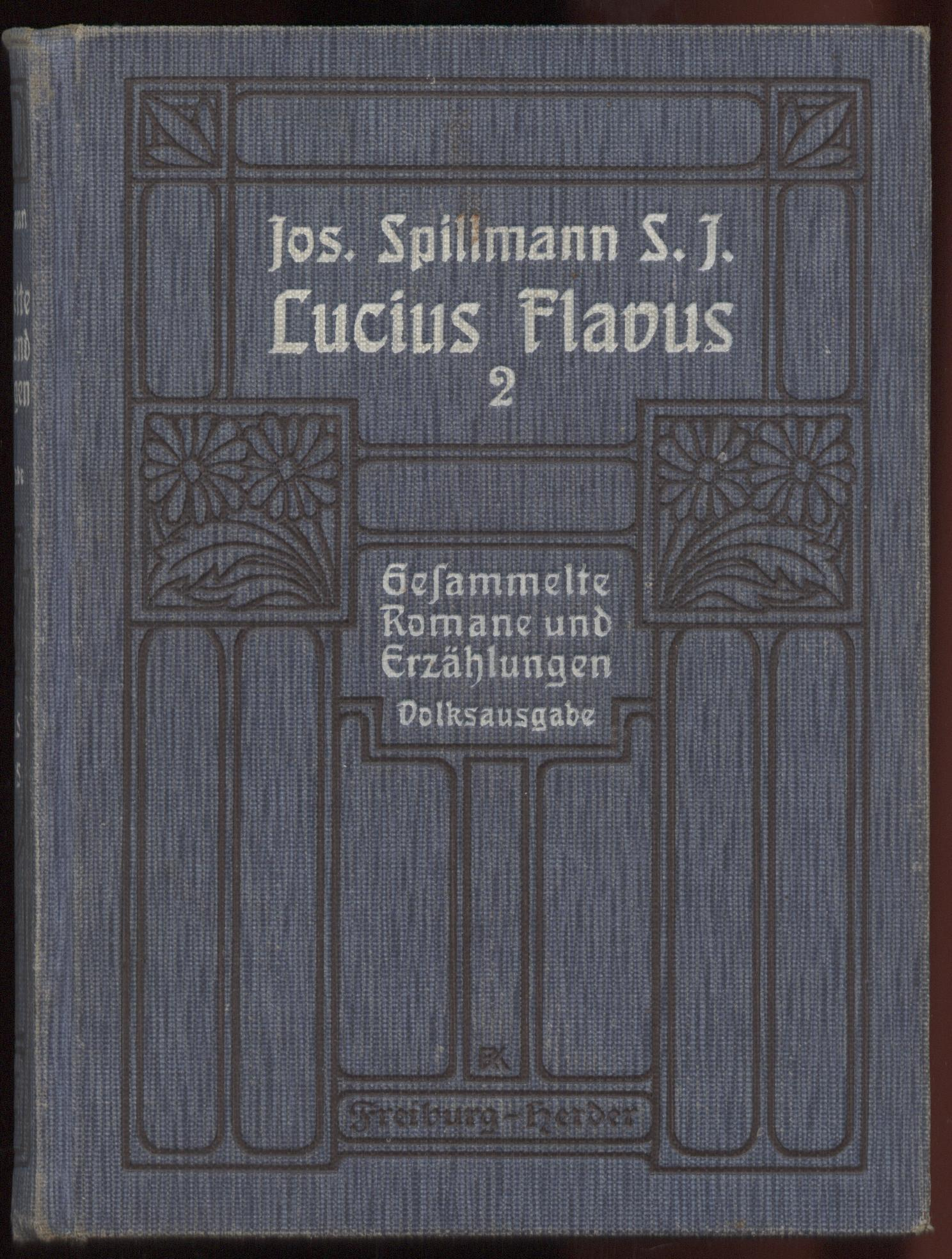
Bucheinband 1911

- Kreuz und Chrysanthemum – Eine Episode aus der Geschichte Japans; 2 Bände, Herder, Freiburg, 1902
- Das Fronleichnamsfest der Chiquiten
- Ein Opfer des Beichtgeheimnisses
- Die Wunderblume von Woxindon
- Der Zug nach Nicaragua
- Die Schiffbrüchigen
- Über die Südsee
- Die Sklaven des Sultans
- Die Marienkinder
- Selig die Barmherzigen
- Der Neffe der Königin
- Geschichte der Katholikenverfolgung in England von 1535 bis 1681 (5 Bände)
- Tapfer und Treu 1+2
- Um das Leben einer Königin 1+2